# J'accuse (film, 2019)
Pour les articles homonymes, voir J'accuse (homonymie) et L'Affaire Dreyfus.
Pour plus de détails, voir Fiche technique et Distribution.
J'accuse est un film de procès dramatique historique franco-italien coécrit et réalisé par Roman Polanski, sorti en 2019. Il s'agit de l'adaptation du roman D. (2013) de Robert Harris, portant sur l'affaire Dreyfus. Son titre est une référence à « J'accuse… ! », article publié le 13 janvier 1898 par Émile Zola dans L'Aurore pour défendre le capitaine Dreyfus.
En raison des accusations qui sont par ailleurs portées contre son réalisateur, et des thèmes qu'il met en scène — l'innocence bafouée, le bouc-émissaire juif, la condamnation sur de fausses preuves, —, ce nouveau volet de l’œuvre de Polanski fait tout particulièrement l’objet d'une controverse. Il suscite la gêne dans certains festivals, dont la Mostra de Venise 2019 où il obtient le grand prix du jury et le prix FIPRESCI, mais aussi lors de sa sortie en France où il donne lieu à des débats et des réactions politiques à l’échelle nationale,,,.
Le film obtient douze nominations à la 45e cérémonie des César lors de laquelle il est récompensé trois fois : César des meilleurs costumes, César de la meilleure adaptation et César du meilleur réalisateur.

## Synopsis

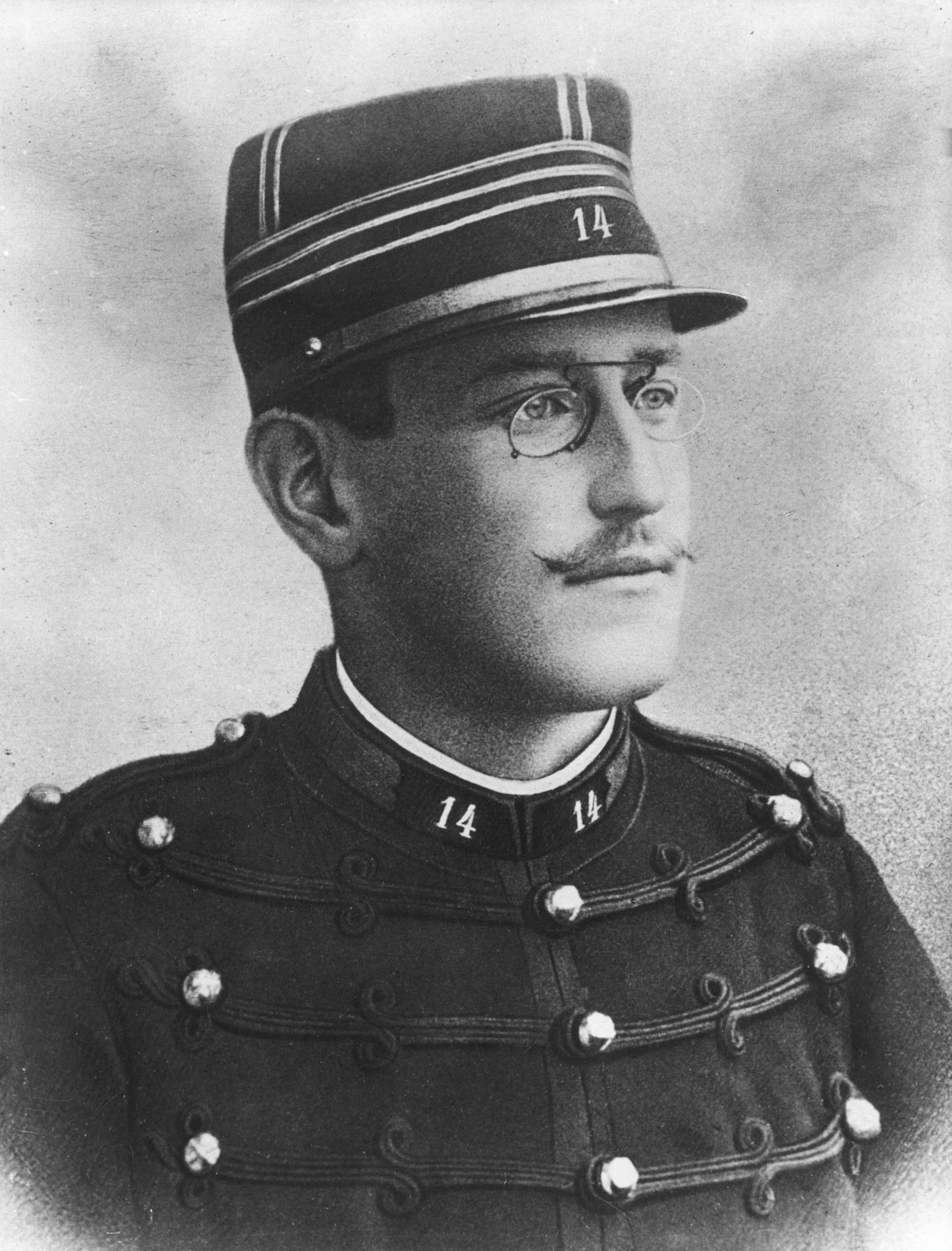
Alfred Dreyfus (1859-1935), capitaine français, d'origine alsacienne et de confession juive, un enjeu pour lutter contre l'antisémitisme, dans la société militaire et politique, à la fin du XIXe siècle.

En 1894, le capitaine Alfred Dreyfus, officier français de confession juive, est condamné à la déportation à vie pour avoir fourni des documents secrets à l'Allemagne. Le commandant Marie-Georges Picquart, promu lieutenant-colonel et chef du Deuxième Bureau, découvre que le commandant Ferdinand Walsin Esterhazy est le véritable espion pour l'Allemagne et que son propre adjoint, Hubert Henry, sait que le véritable traître n'est pas Dreyfus mais Esterhazy. Par devoir et sens de l'honneur, Picquart refuse d'obéir à ses chefs qui lui ordonnent d'étouffer l'affaire. Il est menacé, arrêté, emprisonné, mais persiste jusqu'à ce que la vérité éclate et que Dreyfus soit libéré et réhabilité. Pendant douze ans, cette « affaire » déchire la France de la Troisième République et fait scandale dans le monde entier.

## Fiche technique
Sauf indication contraire, les informations mentionnées dans cette section peuvent être confirmées par la base de données cinématographiques IMDb,  présente dans la section « Liens externes ».
- Titre français : J'accuse
- Titre italien : L'ufficiale e la spia
- Titre international : An Officer and a Spy[1]
- Réalisation : Roman Polanski
- Scénario : Robert Harris et Roman Polanski, d'après le roman D. de Robert Harris
- Premier assistant réalisateur : Hubert Engammare
- Direction artistique : Jean Rabasse
- Costumes : Pascaline Chavanne
- Photographie : Paweł Edelman
- Son : Lucien Balibar
- Montage : Hervé de Luze
- Musique : Alexandre Desplat
- Production : Ilan Goldman (Alain Goldman)
- Sociétés de production : Légende Films et RP Productions ; Gaumont, France 2 Cinéma, France 3 Cinéma, Rai Cinema et Eliseo Cinema (coproductions ); SOFICA Palatine Etoile 16 (en association)
- Sociétés de distribution : Gaumont (France), 01 Distribution (Italie)
- Pays d'origine :  France,  Italie
- Langue originale : français
- Budget : 22 millions d'euros[9]
- Format : couleur
- Genre : drame historique, politique
- Durée : 132 minutes[1]
- Dates de sortie :
  - Italie : 30 août 2019 (Mostra de Venise 2019)[1] ; 21 novembre 2019 (sortie nationale)
  - France : 13 novembre 2019

## Distribution

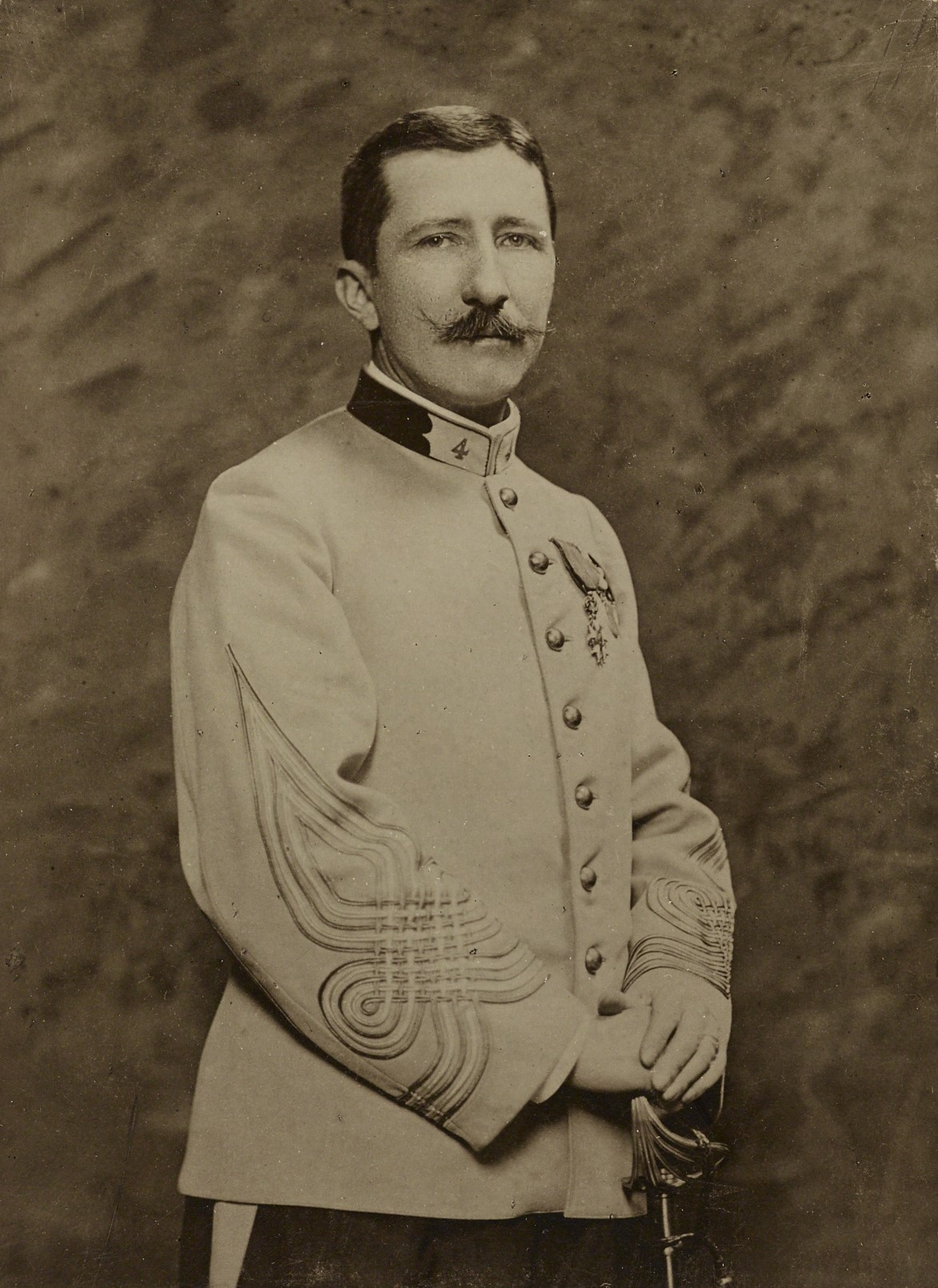
Marie-Georges Picquart, ici au moment de l'affaire Dreyfus et des procès Zola, est incarné par Jean Dujardin.

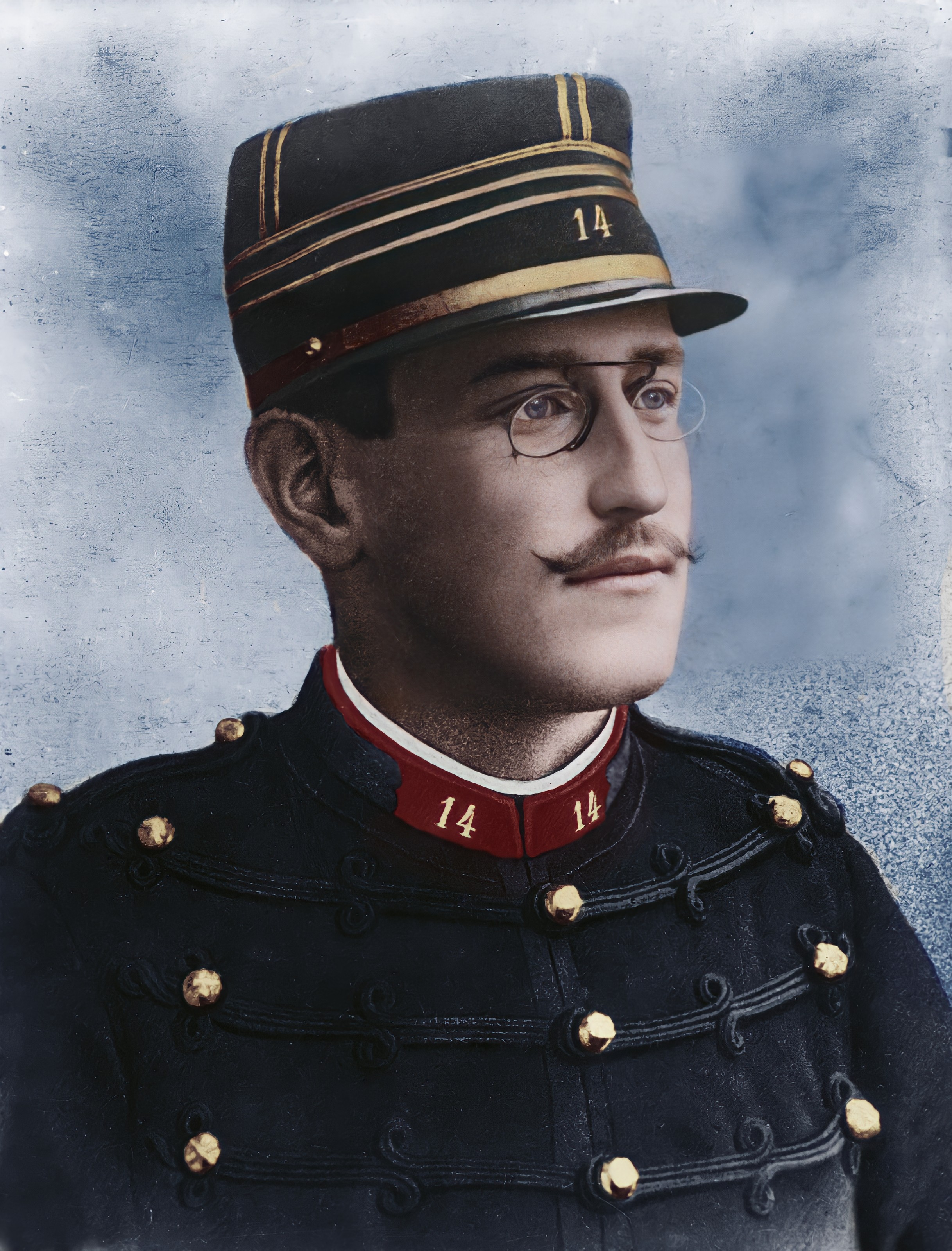
Alfred Dreyfus, ici en 1894, est interprété par Louis Garrel.

- Jean Dujardin : commandant puis lieutenant-colonel Marie-Georges Picquart
- Louis Garrel : capitaine Alfred Dreyfus
- Emmanuelle Seigner : Pauline Monnier
- Grégory Gadebois : commandant puis lieutenant-colonel Hubert Henry
- Hervé Pierre : général Charles-Arthur Gonse
- Wladimir Yordanoff : général Auguste Mercier
- Didier Sandre : général Raoul Le Mouton de Boisdeffre
- Melvil Poupaud : Me Fernand Labori, avocat d'Émile Zola au civil, puis du capitaine Dreyfus devant le 2e conseil de guerre
- Éric Ruf : colonel Jean Sandherr
- Mathieu Amalric : Alphonse Bertillon, expert graphologue
- Laurent Stocker : général Georges-Gabriel de Pellieux
- Paulo Henrique : capitaine d'état-major
- Vincent Perez : Me Louis Leblois, ami de jeunesse du lieutenant-colonel Picquart
- Michel Vuillermoz : lieutenant-colonel Armand du Paty de Clam
- Vincent Grass : général Jean-Baptiste Billot
- Denis Podalydès : Me Edgar Demange, avocat du capitaine Dreyfus devant les 1er et 2e conseils de guerre
- Damien Bonnard : commissaire spécial adjoint Jean-Alfred Desvernine, de la Sûreté générale
- Laurent Natrella : commandant Ferdinand Walsin Esterhazy
- Kevin Garnichat : capitaine Jules Lauth
- Bruno Raffaelli : juge Delegorgue
- Vincent de Bouard : Gribelin
- Stefan Godin : général Darras (crédité Stéfan Godin)
- Pierre Poirot : greffier Vallecalle
- Luca Barbareschi : Philippe Monnier
- Mohammed Lakhdar-Hamina : Bachir
- Philippe Magnan : procureur Brisset, président du 1er conseil de guerre
- Pierre Forest : le colonel Morel
- Jeanne Rosa : Martha Leblois
- Benoît Allemane : Georges Charpentier, éditeur d'Émile Zola
- Gérard Chaillou : Georges Clemenceau, éditorialiste à L'Aurore
- André Marcon : Émile Zola
- Nicolas Bridet : Mathieu Dreyfus
- Ludovic Paris : sénateur Arthur Ranc
- Swan Starosta : Lucie Dreyfus
- Luce Mouchel : Madame Sandherr
- Nicolas Wanczycki : Foucault
- Pierre Aussedat : colonel arrêtant Picquart
- Jean-Marie Frin : président du jury
- Jean-Marie Lecoq : médecin duel
- Thierry Gimenez : colonel Jouaust
- Frédéric Épaud : officier artillerie
- Clément Jacqmin : journaliste santé
- Fabrice Firmin : Alexandre Perrenx
- Roman Polanski[10] : un académicien (non crédité)

## Production

### Genèse et développement
Roman Polanski collabore ici à nouveau avec l'auteur britannique Robert Harris. Les deux hommes avaient déjà travaillé ensemble sur The Ghost Writer (2010). Le scénario s'inspire du roman D. (An Officer and a Spy) de Robert Harris, publié en 2013. Roman Polanski voulait depuis des années faire un film sur l'affaire Dreyfus, le projet est évoqué dès 2012 : « J'ai longtemps voulu faire un film sur l’affaire Dreyfus, en traitant le sujet non comme un drame en costumes mais comme une histoire d'espionnage. De cette manière, on peut montrer son absolue pertinence par rapport à ce qui se passe dans le monde aujourd'hui – le spectacle séculaire de la chasse aux sorcières à l'encontre d'une minorité, la paranoïa sécuritaire, les tribunaux militaires secrets, les agences de renseignement hors de contrôle, les dissimulations gouvernementales et la presse enragée », dit-il au Hollywood Reporter en 2012.

Durant des années, le réalisateur tente de mener à bien le projet, mais peine à le financer, comme il le déclare en 2017 : 

« Le problème du film, c'est la combinaison entre le casting et le financement. C'est un film cher et les films de cette envergure se font avec une star bankable, comme on dit vulgairement. Et les stars capables de satisfaire les financiers, je ne les vois pas dans le rôle de Picquart, qui est notre personnage principal. À part ça, il y a une cinquantaine de rôles importants. Il faudrait qu'ils parlent tous avec le même accent dans la langue anglaise, sinon ça serait épouvantable. Car, malheureusement, il faut faire le film en anglais, ce qui est un autre problème pour moi. C'est nécessaire pour que le film soit distribuable dans le monde entier. Débloquer les moyens financiers pour produire un projet pareil est impossible si on tourne en français, ce qui est vraiment un gros problème pour ce type de sujet. »

### Tournage

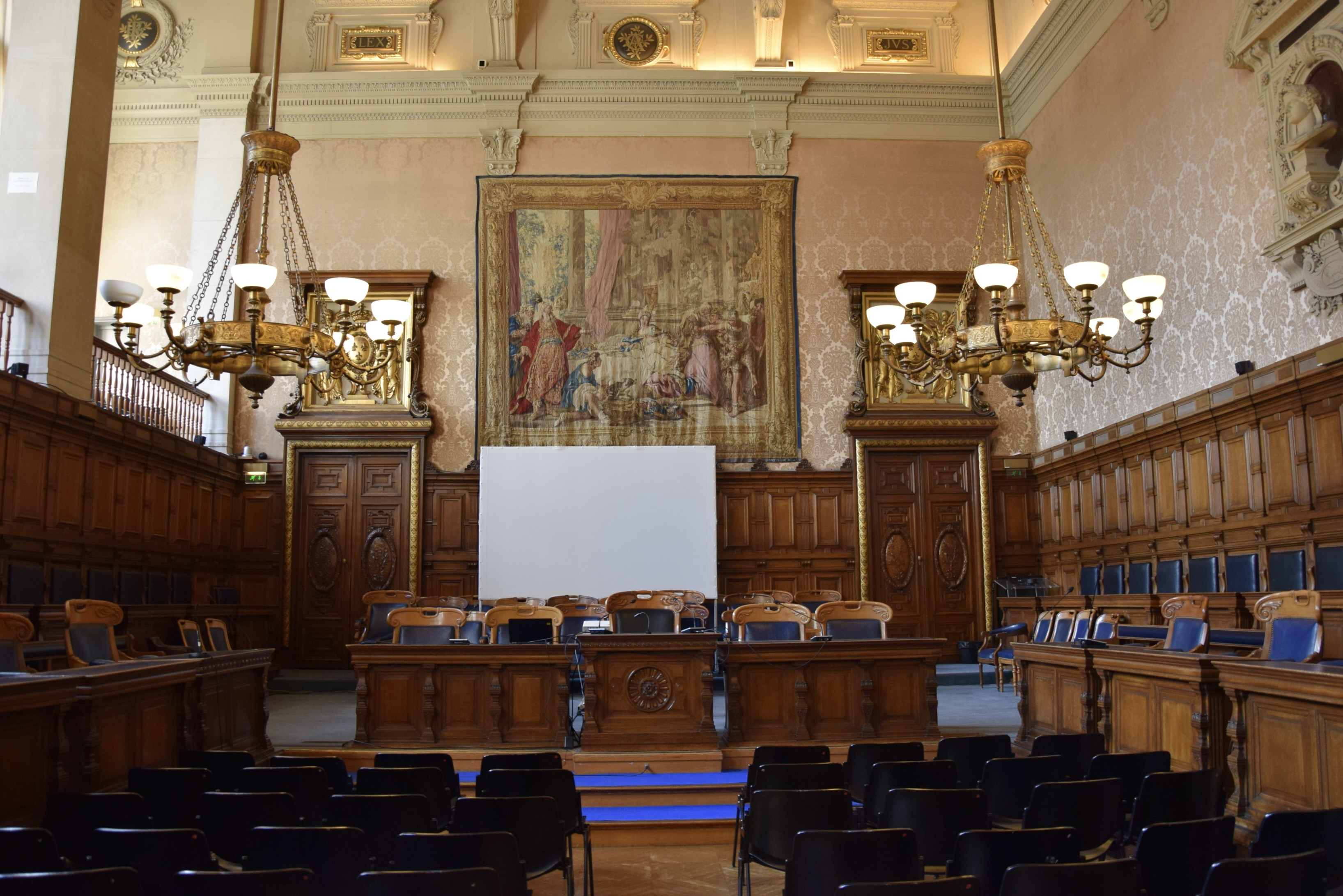
Première chambre de la Cour d'appel de Paris.

Le tournage commence le 26 novembre 2018 et devait finir le 7 mars 2019. Le film est tourné à Paris et en région parisienne comme au Palais de justice, à l’église Saint-Germain-l'Auxerrois ou à l'École militaire de Paris. Les scènes du bagne de Guyane sur l'île du Diable sont tournées à Plougasnou dans le Finistère,. Toutefois, l'équipe tourne encore après cette date, notamment en avril 2019 à Moret-sur-Loing en Seine-et-Marne.

### Musique
La musique du film est composée par Alexandre Desplat qui a déjà travaillé avec Polanski sur d'autres films : The Ghost Writer en 2010, Carnage en 2011, La Vénus à la fourrure en 2013 et D'après une histoire vraie en 2017.
Le quatuor pour piano et cordes n° 2 de Gabriel Fauré intervient à deux reprises dans le film, sa première partie allegro molto moderato et son Finale, allegro molto. Dans une scène dans l'appartement du lieutenant-colonel, au piano, le début du Cygne extrait du Carnaval des animaux de Camille Saint-Saëns est joué.

## Accueil

### Sortie controversée

#### Naissance de la controverse à la Mostra
Le film fait l'objet d'une controverse lors de sa présentation à la Mostra de Venise.

Le 30 août 2019, le film est sélectionné et présenté en compétition officielle à la 76e édition du festival de la Mostra de Venise. Publié à l'occasion du festival, le dossier de presse présente un entretien accordé à l'écrivain Pascal Bruckner. À sa question (qui elle-même a suscité l'indignation pour son anti-féminisme) : « En tant que juif pourchassé pendant la guerre, que cinéaste persécuté par les staliniens en Pologne, survivrez-vous au maccarthysme néoféministe d'aujourd'hui ? », Roman Polanski répond que l'histoire du capitaine Dreyfus fait écho à sa propre histoire. 

« […] Je peux voir la même détermination à nier les faits et me condamner pour des choses que je n'ai pas faites […]. »

Toujours dans le dossier de presse, il indique s'être inspiré de sa propre vie pour ce film, faisant allusion aux accusations de violences sexuelles le visant : « Je dois dire que je connais bon nombre de mécanismes de persécution qui sont à l’œuvre dans ce film et que cela m’a évidemment inspiré. » Il évoque notamment « des histoires aberrantes de femmes [qu'il n'a] jamais vues de [sa] vie et qui [l]’accusent de choses qui se seraient déroulées il y a plus d’un demi-siècle. » Lors d'une interview, Vincent Perez, l'un des acteurs du film, affirme également que le film fait « résonance à sa propre histoire […] et […] est un regard d'adulte sur son histoire. »
Le film est d'abord très bien accueilli par la critique comme un des meilleurs films de la compétition, mais sa sélection suscite des critiques de la part de professionnelles du cinéma, comme la présidente du jury, la réalisatrice argentine Lucrecia Martel. Cette dernière a affirmé être « très gênée » par ce choix et qu'elle « n'assisterait pas » à la projection du film,. La fondatrice du groupe féministe Women and Hollywood, Melissa Silverstein, soutient quant à elle que le festival « est complètement sourd aux questions liées à MeToo. » Alberto Barbera, directeur du festival, estime cependant qu'il « faut toujours faire une distinction entre l'homme et l'artiste. ». Il maintient sa position lors de la Mostra 2022, en se défendant de ne juger que la qualité des films et que le festival n'est pas un tribunal.
Le film reçoit le grand prix du jury. C'est Emmanuelle Seigner qui réceptionne le prix, son mari ne s'étant pas déplacé par crainte d'être arrêté et extradé. Lucrecia Martel a indiqué que l'ensemble du palmarès n'avait pas fait l'unanimité au sein du jury, sans plus de précision.

#### Poursuite de la controverse en France
En octobre 2019, lors du festival international du film de La Roche-sur-Yon, l'actrice Adèle Haenel demande à Paolo Moretti, délégué général du festival, d'organiser un « débat sur la culture du viol » avant la projection du film. Elle estime nécessaire de revenir tout particulièrement sur la notion de « différence entre l’homme et l’artiste », utilisée par la défense du réalisateur franco-polonais,.
Lors de sa sortie en France, la poursuite de cette controverse donne lieu à une nouvelle évolution du traitement médiatique de l'affaire Roman Polanski et plus généralement de la critique de films réalisés par des cinéastes accusés ou condamnés pour des violences sexuelles. Le 8 novembre 2019, Valentine Monnier déclare au Parisien que Polanski l'aurait violée en 1975 après l'avoir « rouée de coups », alors qu'elle était âgée de 18 ans. Elle explique que c'est la sortie en salles du film le 13 novembre 2019, qui lui « impose de parler », jugeant indécente la prise de parole publique de Roman Polanski. Préalablement, elle avait écrit à l'épouse du président de la République Brigitte Macron, au ministre de la Culture Franck Riester et à la secrétaire d'État chargée de l'Égalité entre les femmes et les hommes Marlène Schiappa pour faire part de ses allégations et dénoncer le soutien financier accordé au film par le ministère de la Culture. Roman Polanski conteste les faits et envisage des poursuites judiciaires.
Jean Dujardin annule alors son interview prévue lors du journal télévisé de TF1 du 10 novembre.
À la suite des réactions médiatiques suscitées par les allégations de Valentine Monnier, Florian Silnicki, expert en stratégie de communication de crise, déclare que « de nombreux observateurs reprochent à Roman Polanski d’avoir instrumentalisé l’objet de son film, l’affaire Dreyfus, pour opérer un parallèle, au moins subliminal, avec sa propre situation face aux nombreuses accusations de viol ». Le 11 octobre, le cinéaste nie avoir réalisé une comparaison avec Dreyfus.
La presse relève dès les jours suivants un changement de stratégie de communication de Roman Polanski. D’après Le Figaro, « la comparaison que dressait initialement le cinéaste entre son cas et celui de Dreyfus a été modifiée et une nouvelle version du dossier de presse du film a été fournie aux journalistes ». Le quotidien constate notamment que la question sur le « maccarthysme néoféministe » et la réponse du cinéaste ont disparu.
Mediapart indique que « des consignes ont été données par les attachés de presse du film, à plusieurs médias, pour qu’aucune question ne soit posée lors des interviews de promo, en lien avec ces accusations visant Roman Polanski ». Une nouvelle version du dossier de presse est publiée et plusieurs émissions sont déprogrammées à l'occasion de la promotion du film.
Des militants féministes perturbent plusieurs projections, notamment au cinéma parisien Le Champo, au TNB à Rennes et au Cinéville de Saint-Nazaire. Télérama souligne à cette occasion l’effet de génération dans la compréhension de la polémique qui est associée au film, écart par ailleurs illustré quand le fils et le petit-fils de Nadine Trintignant se désolidarisent publiquement de cette dernière, qui soutenait Roman Polanski,.
Titiou Lecoq voit dans les bons résultats de fréquentation du film dans ses premiers jours d’exploitation, un « aveuglement » et une « indifférence » généralisés en France vis-à-vis des violences sexuelles à l’égard des femmes et des enfants.
À l'inverse Laurence Bloch, directrice de France Inter (qui recommande le film en tant que « film France Inter ») expose que « les auditeurs sont adultes et [qu']ils feront en conscience ce qu’ils croient devoir faire ». Laurence Bloch précise : « C'est un partenariat de recommandation, c'est-à-dire que le service des partenariats de France Inter et la direction considèrent que le film de par son propos, de par la qualité de sa mise en scène, de par l'exemplarité et la qualité de ses acteurs, doit être non seulement porté à la connaissance de ses auditeurs, mais aussi recommandé. Il n'y a aucun échange d'argent. Il n'y a évidemment aucune demande aux critiques de cinéma de France Inter de dire du bien du film et je crois que les auditeurs savent que les critiques de la rédaction de France Inter font ce qu'ils ont à faire. Il y a l'homme et il y a le film, et la rédaction de France Inter fait son boulot par rapport aux accusations qui sont portées contre l'homme. »
Arthur Nauzyciel, directeur du Théâtre national de Bretagne, explique dans une lettre ouverte pourquoi il souhaite programmer le film. L'établissement public territorial Est Ensemble exprime le souhait, avec le soutien de l'ensemble des groupes politiques, de déprogrammer le film dans ses six cinémas publics, dont Le Méliès, avant que son président Gérard Cosme ne revienne sur cette décision : entre-temps, des élus et responsables de salles ont notamment dénoncé une « censure » ; Stéphane Goudet, directeur artistique du Méliès, avait également demandé aux élus la liste des cinéastes dont il n'aurait « plus le droit de programmer les films et la définition de leurs critères ».
Le théâtre auditorium de Poitiers déprogramme le film après deux semaines d'exploitation à la suite d'une manifestation et d'un blocage des salles.
À la suite des nombreuses polémiques suscitées par les 12 nominations du film à la 45e cérémonie des César, l'équipe du film est absente de la soirée. La cérémonie est marquée par la controverse du cinéaste avec des réactions hostiles de la maîtresse de cérémonie, d'intervenants et de spectateurs dans la salle.

### Accueil critique

#### En France
La presse française apprécie beaucoup le film qui reçoit la note de 4/5 sur Allociné.
L'Express adore le film : 

« Qu'importe les costumes et l'apparat fin XIXe-début XXe siècle, J'accuse est d'une modernité saisissante et d'une actualité brûlante. C'est un grand spectacle aussi, filmé de main de maître et servi par la crème du landerneau cinématographique, Jean Dujardin (Georges Picquart), en tête, bien parti pour le césar du meilleur acteur. »

Le Figaro apprécie le film : « Dans une reconstitution très soignée, le réalisateur dresse le portrait du défenseur de Dreyfus qui se sauve de son antisémitisme à travers son combat pour la vérité. »

#### En Italie
Film franco-italien, L'Ufficiale e la Spia est également bien reçu par la presse italienne. Federico Pontiggia écrit dans Cinematografo que « J'accuse arrive et nous rappelle que Roman Polanski est un maître du cinéma. Ce n'est pas discutable. »

### Box-office
| Semaine | Semaine                            | Rang | Entrées | Cumul             | Salles | no 1 du box-office hebdo.            |
| ------- | ---------------------------------- | ---- | ------- | ----------------- | ------ | ------------------------------------ |
| 1       | du 13 novembre au 19 novembre 2019 | 1er  | 501 228 | 501 228 entrées   | 545    | J'accuse                             |
| 2       | du 20 novembre au 26 novembre 2019 | 4e   | 385 334 | 886 562 entrées   | 597    | La Reine des neiges 2                |
| 3       | du 27 novembre au 3 décembre 2019  | 5e   | 263 696 | 1 150 258 entrées | 686    | La Reine des neiges 2                |
| 4       | du 4 décembre au 10 décembre 2019  | 8e   | 113 944 | 1 264 202 entrées | 744    | La Reine des neiges 2                |
| 5       | du 11 décembre au 17 décembre 2019 | 9e   | 95 250  | 1 391 406 entrées | 620    | La Reine des neiges 2                |
| 6       | du 18 décembre au 24 décembre 2019 | 15e  | 43 817  | 1 435 223 entrées | 300    | Star Wars : L'Ascension de Skywalker |
| 7       | du 25 décembre au 31 décembre 2019 | 22e  | 34 779  | 1 470 002 entrées | 300    | Star Wars : L'Ascension de Skywalker |
| 15      | Total                              | -    | -       | 1 566 745 entrées | -      | -                                    |

Le film cumule près de 12 millions d'euros au box-office sur le territoire français.
Au 11 décembre 2019, le film a également enregistré environ 377 000 entrées en Italie après deux semaines d'exploitation, dans plus de 400 cinémas, générant environ 3,2 millions d'euros de recettes. Cela se rajoute aux 288 000 € engrangés en Belgique (soit plus de 33 000 billets vendus dans ce pays). Le box-office total s'élève à près de 19 millions d'euros.

## Distinctions

### Récompenses
- Mostra de Venise 2019[63] :
  - Grand prix du jury
  - Prix FIPRESCI
- Prix Lumières de la presse internationale 2020 : Meilleur réalisateur pour Roman Polanski
- César 2020 :
  - Meilleur réalisateur pour Roman Polanski
  - Meilleure adaptation pour Roman Polanski et Robert Harris
  - Meilleurs costumes pour Pascaline Chavanne

### Nominations
- Prix Lumières de la presse internationale 2020 :
  - Meilleur film
  - Meilleur acteur pour Jean Dujardin
  - Meilleur scénario
  - Meilleure photographie
- César 2020 :
  - Meilleur film
  - Meilleur acteur pour Jean Dujardin
  - Meilleur acteur dans un second rôle pour Louis Garrel
  - Meilleur acteur dans un second rôle pour Grégory Gadebois
  - Meilleurs décors pour Jean Rabasse
  - Meilleur montage pour Hervé de Luze
  - Meilleure photographie pour Pawel Edelman
  - Meilleur son pour Lucien Balibar, Aymeric Devoldère, Cyril Holtz et Niels Barletta
  - Meilleure musique originale pour Alexandre Desplat

## Erreurs

### Libertés avec l'Histoire
Comme souvent les films historiques, J'accuse prend des libertés avec l'Histoire, notamment :

— La rencontre entre Dreyfus et Picquart sur une note de Dreyfus n'a jamais eu lieu. Picquart a effectivement bien connu Dreyfus à l'École de guerre, où il a été son professeur ; il ne l'appréciait guère et l'avait mis à part – avec un autre de ses condisciples, juif aussi – des autres étudiants. Mais il n'y eut jamais de problème de note entre eux. En fait,

« À l’École de guerre, existait une « cote d’amour », note subjective d’appréciation d’aptitude au service d’état-major. Dreyfus, qui avait brillamment réussi ses examens, s’était vu attribuer un 5 par le général Bonnefond, note identique à celle qui avait été donnée à un condisciple et – là était la raison de cette mauvaise note – coreligionnaire. Une note qui pouvait avoir de graves conséquences puisque baissant la moyenne elle faisait perdre des places dans le classement et que seuls les dix premiers serviraient à l’État-major. Bonnefond l’avait dit : il ne voulait « pas de juifs à l’État-major ». Son condisciple avait ainsi été écarté mais pas Dreyfus – mauvais calcul – qui chutait certes de quatre places mais demeurait dans les dix premiers (il passait du 5e au 9e rang). Devant une telle injustice, Dreyfus avait pris le parti de signaler le fait à la hiérarchie. Il s’en était tout d’abord ouvert au général Niox, professeur avec lequel il entretenait une relation amicale, et qui n’avait pu que le consoler : « Il y a une justice immanente ! – vous aviez des larmes dans les yeux… » Puis au général Lebelin de Dionne, commandant de l’École : « Je lui ai dit que je ne venais nullement protester contre mon numéro de sortie, estimant que mes camarades valaient autant que moi, mais lui demandant si un officier juif n’était pas capable de servir son pays aussi bien qu’un autre »… Voilà ce que fut la vraie histoire qui ne concerne en rien Picquart et ne présente assurément pas le même Dreyfus, un Dreyfus qui ne récrimine pas mais demande réparation d’une injustice avérée et d’une injustice motivée par le plus ignoble des motifs. »

— La réunion de fin 1897-début 1898 au cours de laquelle se voient pour la première fois Picquart, Zola, Mathieu, Reinach, etc. n'a jamais eu lieu. Picquart a rencontré pour la première fois les dreyfusards au procès Zola, et ne les a vraiment fréquentés qu'à partir du début de l'été 1898 quand, exclu de l'armée, il devint libre de sa parole et commença à parler. Ce n'est donc évidemment pas lui qui souffla à Zola l'idée de l'article « J'accuse... ! », publié le 13 janvier 1898, d'ailleurs écrit dès le 7.

### L'affaire Dreyfus et l'affaire Polanski
Camille Nevers, dans Libération, relève qu'il est possible d'interpréter le film de plusieurs manières étrangement parallèles bien que contradictoires. On peut voir dans J'accuse « une tentative de réhabilitation du cinéaste par lui-même, via la figure par excellence, hitchcockienne, du faux coupable, de Dreyfus, ou via l’innocence persécutée par l’idéologie du temps », mais ce ne serait pas la volonté du metteur en scène.
Pour Camille Nevers, « Dreyfus n’était pas censé valoir comme autoportrait en creux de Polanski — ou alors si, mais par ricochet, en analogie du juif victime de la barbarie antisémite, et non de la victime probable d’une erreur judiciaire, d’un crime qu’une société lyncheuse voudrait toujours lui faire payer. Pourtant, nous sommes d’accord, c’est bien de Roman Polanski que l’on parle, c’est-à-dire d’un cinéaste dont l’un des motifs essentiels et sujets cinématographiques est précisément la persécution. L’autre étant l’imposture. »
Le film peut aussi être vu comme tout autre chose qu'une défense de son auteur : sa thématique est aussi celle de la défense de la victime et de l'innocent bafoué, la dénonciation de la forfaiture dans les pages de L'Aurore sous la plume de Zola faisant écho à la dénonciation du viol par Adèle Haenel par voie de presse. Camille Nevers écrit ainsi : « Alors, une fiction cinématographique d’exercice de la vérité vient, en un paradoxe inouï et une pirouette, couronner le bien-fondé de la démarche de révolte radicale de l’actrice. »